# Ponte Vecchio
Ponte Vecchio ("Stari most") je srednjeveški kamnit zaprt konzolni segmentni ločni most čez reko Arno v Firencah, Italija, na katerem so še vedno trgovine zgrajene skupaj z njim, kar je bilo nekoč pogosto. Sprva so trgovine zasedli mesarji; sedanji najemniki so draguljarji, trgovci z umetninami in prodajalci spominkov. Sosednji mostovi so še Ponte Santa Trinita in Ponte alle Grazie.

## Zgodovina in konstrukcija
Most se razteza čez reko Arno na njeni najožji točki, mesto za katerega menijo, da je bil most zgrajen že v rimskih časih, ko je cesta via Cassia prečkala reko. Rimski stebri so bili iz kamna, nadgradnja pa iz lesa. Prvič se pojavi most v dokumentu leta 996. Potem ko so ga leta 1117 uničile poplave, je bil obnovljen v kamnu, a spet poškodovan leta 1333, ko sta ostala dva osrednja stebra, kot je zapisal Giovanni Villani v svoji Nuova Cronica. Obnovljen je bil leta 1345. Giorgio Vasari je zabeležil tradicionalni pogled na tiste dni, ko je pripisal zasnovo Taddeo Gaddiju - poleg Giotta eno redkih umetniških imen trecenta, znanih še dvesto let pozneje. Sodobni zgodovinarji omenjajo Neri di Fioravantija kot možnega avtorja. Pokrit v majhni loži nad centralno odprtino mostu, je preperel spominski kamen, na katerem je nekoč pisalo Nel trentatrè dopo il mille-trecento, il ponte cadde, per diluvio dell' acque: poi dieci anni, come al Comun piacque, rifatto fu con questo adornamento. Na jugovzhodnem vogalu mostu je bil za obrambo zgrajen Torre dei Mannelli.
Most je sestavljen iz treh segmentnih lokov: glavni lok ima razpon 30 metrov, dva stranska loka vsak po 27 metrov. Višina obokov je med 3,5 in 4,4 m, razmerje med razponom in višino 5:1.
Vedno je gostil trgovine in trgovce, ki so razkazovali svoje blago na mizah pred svojimi prostori, po odobritvi Bargellao (neke vrste gospoda župana, ki je bil sodnik in policijski organ). Zadnje trgovine (retrobotteghe), ki jih je mogoče videti iz reke, so bile dodane v sedemnajstem stoletju.
Pravijo, da ekonomski pojem stečaja izvira od tukaj: če menjalec denarja ni mogel plačati svojih dolgov, so mizo, na kateri je prodajal svoje izdelke (v nadaljevanju »banco«), fizično razbili (»rotto«) vojaki in ta navada je bila imenovana bancorotto (razrazbita miza, morda je lahko beseda prišla iz »banca rotta«, kar pomeni »razbita miza«). Ker ni imel več mize, trgovec ni mogel prodati.
Med drugo svetovno vojno Ponte Vecchio Nemci med umikom pred osvobajajočo britansko 8. armado 4. avgusta 1944 niso uničili, za razliko od vseh drugih mostov v Firencah. To naj bi bil, po navedbah mnogih domačinov in turističnih vodnikov, Hitlerjeva izrecna zapoved. Dostop do Ponte Vecchio pa so ovirale uničene stavbe na obeh koncih, ki so bile kasneje obnovljene kot kombinacija izvirnega in modernega oblikovanja

## Vasarijev Corridor
Za povezavo Palazzo Vecchio (Firenška mestna hiša) s Palača Pitti, je leta 1565 Cosimo I. Medičejski naročil Giorgiou Vasariju zgraditi preko mostu, Vasarijev koridor. Za dvig ugleda mostu je leta 1593 medičejski veliki vojvoda prepovedal prodajo mesarjem; njihovo mesto so takoj zasedli trgovci z zlatom. Cehovsko združenje mesarjev je monopoliziralo trgovine na mostu leta 1442. Kamnit napis iz Dantejevega (Raja xvi. 140-7) opisuje mesto ob vhodu na most, kjer je bil leta 1215 umorjen Buondelmonte de' Buondelmonti v imenu Amideijev, začetek urbanega bojevanja Gvelfov in Gibelinov.

## Doprsni kip Benvenuta Cellinija
Leta 1900, v čast in označitev četrt stoletja rojstva velikega florentinskega kiparja in mojstra zlatarja  Benvenuto Cellinija, so vodilni zlatarji iz mostu naročili najbolj znanemu florentinskemu kiparju tistega časa Raffaellu Romanelliju, ustvariti Cellinijev bronasti doprsni kip in ga postavili na vrhu vodnjaka v sredini vzhodne strani mostu, kjer stoji še danes.

## Novejša zgodovina
Most je bil močno poškodovan leta 1966 v poplavi reke Arno.
Most je omenjen v Puccinijevi ariji O mio babbino caro iz opere Gianni Schicchi (1918).

## Gallery
- Pogled iz Michelangelovega parka
- Most Ponte Vecchio ponoči
- Pogled vzdolž mostu.
- Ponte Vecchio
- Reka Arno in Ponte Vecchio
- Panorama Ponte Vecchio
- ognjemet